# Pilar, Bohol
Pilar là đô thị hạng 4 ở tỉnh Bohol, Philippines. Theo điều tra dân số năm 2007, đô thị này có dân số 27.276 người.

## Các đơn vị hành chính
Pilar về mặt hành chính được chia thành 21 khu phố (barangay).
| - Aurora - Bagacay - Bagumbayan - Bayong - Buenasuerte - Cagawasan - Cansungay - Catagda-an - Del Pilar - Estaca - Ilaud | - Inaghuban - La Suerte - Lumbay - Lundag - Pamacsalan - Poblacion - Rizal - San Carlos - San Isidro - San Vicente |